# سرگئی کوبیلاش
سرگئی کوبیلاش (انگلیسی: Sergey Kobylash؛ زادهٔ ۱ آوریل ۱۹۶۵) سپهبد نیروی هوافضای روسیه است، که از ژوئیه ۲۰۲۴ به‌عنوان فرمانده نیروی هوایی روسیه فعالیت می‌کند.
کوبیلاش فعالیت نظامی را از سال ۱۹۹۰ در نیروی هوایی شوروی آغاز کرد. او در فاصله سال‌های ۲۰۱۶ تا ۲۰۲۴ فرماندهی هوانوردی دوربرد را برعهده داشت.
وی در جنگ نخست چچن، جنگ دوم چچن، جنگ روسیه و گرجستان و جنگ روسیه و اوکراین حضور داشت و برندهٔ جوایزی همچون مدال شجاعت، نشان شایستگی نبرد و قهرمان فدراسیون روسیه شده است.